# Millersport
Millersport – wieś w Stanach Zjednoczonych, w stanie Ohio, w hrabstwie Fairfield.